# La Sentinelle
 La Sentinelle  es una población y comuna francesa, en la región de Norte-Paso de Calais, departamento de Norte, en el distrito de Valenciennes y cantón de Valenciennes-Sud.

Está integrada en la Communauté d'agglomération de la Porte du Hainaut.
La comuna se creó en 1875 por segregación de la de Trith-Saint-Léger.

## Demografía
| 3586 | 3288 | 3680 | 3729 | 3588 | 3360 |
| Para los censos de 1962 a 1999 la población legal corresponde a la población sin duplicidades (Fuente: INSEE [Consultar]) |      |      |      |      |      |

Su población en el censo de 1999 era de 3.360 habitantes. Forma parte de la aglomeración urbana de Valenciennes.